# Incognito Entertainment
Incognito Entertainment (ранее Incognito Studios и Incog Inc. Entertainment) — американская компания, специализирующаяся на разработке компьютерных игр со штаб-квартирой в Солт-Лейк-Сити.

## История
Incognito Entertainment была основана в 1999 году Скоттом Кэмпбеллом, который ранее руководил разработкой Rogue Trip (1998) для SingleTrac. В январе 2000 года компания подписала издательское соглашение с «крупным североамериканским издателем». Первоначально студия называлась Incognito Studios, а позже была переименована в Incog Inc. Entertainment. В августе 2002 года Sony приобрела Incog Inc. Entertainment, и сделав её внутренней студией Sony Computer Entertainment America (SCEA). На тот момент в студии работал 51 человек.
В июле 2007 года студию покинуло большинство сотрудников, включая Кэмпбелла и Дэвида Джаффе, которые при поддержке SCEA основали независимую студию Eat Sleep Play. Оставшаяся часть Incognito Entertainment, возглавляемая Диланом Джобом, занималась поддержкой игры Warhawk для PlayStation 3. В марте 2009 года Джоб и несколько других сотрудников покинули студию, чтобы основать LightBox Interactive.

## Разработанные игры
| Год  | Название                    | Платформы            |
| ---- | --------------------------- | -------------------- |
| 2001 | Twisted Metal: Black        | PlayStation 2        |
| 2001 | Twisted Metal: Small Brawl  | PlayStation          |
| 2002 | Twisted Metal: Black Online | PlayStation 2        |
| 2003 | War of the Monsters         | PlayStation 2        |
| 2003 | Downhill Domination         | PlayStation 2        |
| 2005 | Twisted Metal: Head-On      | PlayStation Portable |
| 2007 | Calling All Cars!           | PlayStation 3        |
| 2007 | Warhawk                     | PlayStation 3        |